# Pristimantis llanganati
O Pristimantis llanganati é uma espécie de anuro da família Craugastoridae. É nativa do Parque Nacional Llanganates, no Equador.